# لاجئو السودان

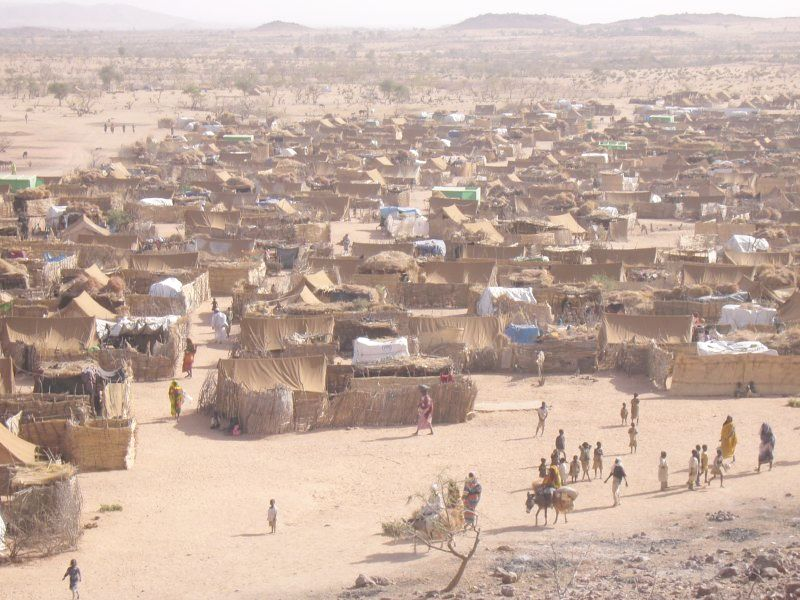

لاجئو السودان: هم أشخاص ينحدر أصلهم من السودان لكنهم يبحثون عن اللجوء خارج حدود بلادهم، كانت السودان تعاني في تاريخها الحديث من صراعات مطولة، إضافة إلى الحرب الأهلية، والتغيرات البيئة كالتصحر الذي نتج لا عن أعمال العنف فقط، بل عن هجرة الكثير من السودانيين داخل البلاد وخارجها بالنظر للمساحة الجغرافية الواسعة للسودان، تُعتبر هجرة الكثير من السودانيين داخلية.
لم يكن السودانيون محصنين ضد المشاكل التي تحدث غالبًا للمهاجرين والمشاكل المادية وتوفير الاحتياجات الأساسية لأنفسهم وعائلاتهم. مع خلق دولة السودان الجنوبية، قد تكون تساؤلات السودانيين تساؤلات للاجئين سودانيين جنوبيين.

## أسباب الفرار
لا تعد حركة المجموعات داخل أراضي السودان الحديث والمناطق المجاورة في السودان المعاصرة من أجل التجارة والفرص والتغيرات المناخية والصراعات الفريدة من نوعها في التاريخ الحديث أو المعاصر، ولكن هذه الحركات تكثفت وبدأت تتركز أكثر بسبب الحرب الأهلية الطويلة والعنف بين مختلف المجموعات على طول الخطوط العرقية والسياسية والجفاف وأنواع الألغام اللاحقة في الثمانينيات وحالات الطوارئ الإنسانية والمجاعة التي تسببها الاستجابات غير المسبقة للأزمات السابقة من جانب منظمات المعونة الدولية. تبرز تحركات الناس أكثر في جميع الحدود الدولية التي تكون متناقضة مع تدفقات السكان الطبيعيين داخل المنطقة.

## النازحون داخليًا
يقدر أن هناك 3.2 ملايين من السودانيين النازحين داخليًا، وهناك 78000 شخص آخر في أوضاع نزوح داخلي و300000 من النازحين داخليًا حديثًا في الأشهر الأولى من 2013؛ بسبب تجدد الصراع بين القبائل. أعاق انعدام الأمن المستمر -المصحوب بالقيود الحكومية المفروضة على وصول المساعدات الإنسانية في منطقة دارفور  وكوردفان الجنوبي ودول النيل الأزرق- أنشطة المفوضية، وقد اعتمدت برامج المساعدة في السودان على تعريف اللاجئ الذي تجاوز حدوده دوليًا. وهذا التعريف غير ملائم بشكل متزايد في جميع أنحاء العالم، ولا سيما في أفريقيا السودانية، إذ يتجاوز عدد النازحين داخليًا عدد اللاجئين.

## الدول المضيفة

### مصر
ابتداءً  من التسعينات أجبرت الزيادة في عدد اللاجئين من السودان المفوضية في  القاهرة على تحويل تركيزها من التعليم والتدريب إلى رعاية اللاجئين وإعالتهم في القاهرة، حيث تشارك المنظمة الدولية للهجرة في مساعدة اللاجئين في عملية إعادة التوطين ونقل اللاجئين والمساعدة في الفحوص الطبية. تنظم المنظمة أيضًا توجهًا ثقافيًا للاجئين لإعدادهم لإعادة التوطين في بلدان ثالثة. يكتظ المكتب الإقليمي للمفوضية في القاهرة باللاجئين؛ فبعد الصوماليين يمثل السودانيون (معظمهم من جنوب السودان) أكبر عدد من اللاجئين. ينتج العدد الكبير من اللاجئين السودانيين في مصر عن سفر الكثير من السودانيين إلى القاهرة للحصول على اعتراف رسمي بوضعهم لاجئين من المفوضية. يُقسم اللاجئون السودانيون في مصر ضمن فئتين: أولئك الذين ينتظرون مقابلتهم لتحديد مركزهم والذين رفضوا أو الذين استقروا بأنفسهم. رُفضت طلبات بين 60 و 70 في المئة من طالبي اللجوء السودانيين، إذ للرفض وإغلاق الملف آثار نفسية وعاطفية خطيرة على اللاجئين، فيلجأ العديد من الأشخاص المرفوضين - لا سيما الرجال- إلى الإدمان على الكحول بصفتها وسيلة للتغلب على مشاكلهم. ويصاب آخرون باضطرابات عقلية، وهناك تقارير عن الانتحار أو محاولة الانتحار عند تلقيهم نبأ الرفض. تكون الظروف ضارة جداً لوحدة الأسرة؛ فمن أجل السعي باعتراف المفوضية بهم لاجئين، تنتظر النساء والأطفال في القاهرة المفوضية، بينما ينتظر الأزواج في السودان. وقد أجبرت صعوبات الحياة في القاهرة -وعدم قدرة بعض الأزواج على الانضمام إلى عائلاتهم في مصر- بعض النساء اللاجئات للتخلي عن أزواجهن والزواج مرة ثانية، والمغادرة لإعادة التوطين. في حالات رفض الطلب العائلي في المفوضية، يترك العديد من الرجال زوجاتهم وأطفالهم ويبحثون عن امرأة أخرى تمتلك ملفاً في المفوضية لتجنب المسؤولية، لكن المفوضية المصرية لشؤون اللاجئين لا تعترف بتعدد الزوجات، فلا يمكن إرسال اللاجئين المعددين إلى بلاد تمنع تعدد الزوجات. وقد ساهمت كل هذه العوامل في تفكك الأسر والطلاق وهجر الأطفال. أخيراً لأن البطاقات التي تصدرها المفوضية للاجئين لا تعترف بها السلطة المصرية دائما، اعتُقل أشخاص واحتُجزوا من ثلاثة إلى أربعة أيام ثم أُفرج عنهم بالرغم من وضعهم في المفوضية، إذ يوفر لهم الجواز السوداني حماية أكثر.

### دول الخليج
هاجر العديد من السودانيين في الربع الأخير من القرن العشرين إلى دول الخليج للبحث عن عمل حين حصلت ثورة النفط هناك وتدهور الاقتصاد السوداني. زادت جاذبية الهجرة إلى الخليج في التسعينيات. طُرد بعض المغتربين السودانيين حين دعمت السودان العراق في حرب الخليج، بينما عاش آخرون تحت قيود صارمة. وبما أن السودان وقعت في ثاني أكبر حرب أهلية، لم يكن خيار الرجوع ممكنًا؛ فبدأ اللاجئون المحاولة في الهجرة نحو الولايات المتحدة وكندا.  على هذا النحو، يستخدم بعض اللاجئين الهجرة التقليدية إلى دول الخليج لتحقيق الهجرة إلى أوروبا والولايات المتحدة وكندا وأستراليا.

## تشاد
ومنذ اندلاع الصراع بين القوات المسلحة السوداني وقوات الدعم السريع في أبريل 2023، فر أكثر من نصف مليون لاجئ سوداني إلى تشاد عبر الحدود الصحراوية، وقال برنامج الأغذية العالمي، في 12 مارس 2024، إن مئات الآلاف من اللاجئين السودانيين في تشاد على شفا المجاعة لأن المساعدات الغذائية المقدمة لهم ستتوقف الشهر المقبل ما لم يتم تقديم مزيد من التمويل.

## المشاكل
نظرًا لنقص مساعدات المفوضية إلى اللاجئين السودانيين، فتحت بعض جماعات الكنيسة مراكز تعليم للأطفال اللاجئين. تقدم الكنائس أيضًا برامج تدريبية للاجئين البالغين وتقدم حصص طعام للعائلات، بالإضافة إلى المساعدة المالية والخدمات الصحية وإيداع الوظائف.
فيما يتعلق بأولئك الذين يعيشون في الخرطوم وفي جنوب إفريقيا وبلدان إفريقيا والشرق الأوسط، أصبحت التحويلات المالية المقدمة من الدول الغربية ضرورية. يُنظر إلى اعتماد اللاجئين على المساعدات المالية الخارجية على أنها حالة مميزة؛ لقلة الجهات غير الحكومية الداعمة من ناحية أخرى في القاهرة وبيروت ودمشق وفي أماكن أخرى على أطراف السودان.

## القضايا الجنسانية
تلعب المرأة السودانية في مجتمعها المحلي دورًا اقتصاديًا كبيرًا؛ إذ يعتمد سكان الجنوب على الزراعة والرعي وصيد الأسماك والصيد، وعندما تجبَر النساء على الهجرة إلى العاصمة الخرطوم، يحصلن على العمل الهامشي الذي يجلب القليل من الدخل ويعرضهن لخطر الاعتقال من قبل السلطات. وكثيرًا ما تبيع النساء النازحات  الشاي أو الخمور، و نظرًا لأن بيع الكحول غير قانوني، يمكن أن يؤدي الأمر إلى السجن. تعاني النساء النازحات أيضًا بطرق لا يفعلها الرجال وفي مدن الصفيح والمخيمات التي تديرها الحكومة حول الخرطوم، ما تزال النساء يعانين من انتهاكات لحقوقهن واعتداءات على سلامتهن الجسدية.
في مصر دخلت العديد من نساء جنوب السودان القوى العاملة المصرية لإعالة أسرهن. وبما أن بعض الرجال قد تولوا أدوارًا عائلية مثل إعداد الطعام ورعاية الأطفال، فقد أصبحوا على وعي بالصعوبات التي تواجهها المرأة. ويعتبر الرجال عكس الأدوار أمرًا غير مريح قد يحمل عواقب سلبية تؤثر على نمو الطفل وعلاقة الزوج والزوجة.

## حلول دائمة

### إعادة التوطين
في حين وجدت موجات اللاجئين السودانيين الموجودة في وقت سابق اللجوءَ أولًا في البلدان المتقدمة، يستخدم اللاجئون السودانيون المعاصرون هذه البلدان لإعادة التوطين في بلد ثالثة، ويجد بعض اللاجئين أنفسهم يتحركون بين مختلف البلدان في المنطقة بغية زيادة فرص إعادة التوطين.
ما تزال عملية إعادة اللاجئين السودانيين للوطن امراً صعباً؛ نظراً للأوضاع القائمة والصراع والتوتر المستمر في دارفور وجنوب السودان. ويُنظر إلى الحركة الشعبية لتحرير السودان على أنها المحدد الرئيس للسلام والاستقرار في السودان. مهّد هذا الميثاق الطريق أمام عودة الآلاف من اللاجئين السودانيين من الدول المجاورة.
أنتجت الجماعات المسلحة مثل جيش الرب للمقاومة والمصادمات بين القبائل التابعة لأوغندا مستويات متزايدة من العنف في جنوب السودان (تشير أنماط العنف إلى استهداف واضح للنساء والأطفال). يشكل هذا الأمر عقبة في وجه العودة للوطن. في دارفور  يستمر انعدام الأمن واحتلال الأراضي وتدمير المحاصيل في تشريد جديد ومنع العودة للوطن.

## استضافة اللاجئين
خلال الحرب الأهلية بين إثيوبيا وإريتريا سافر العديد منهم إلى السودان لاجئين. كانت بيئة المخيمات قاسية جدًا، وكان الطب والماء النقي نادرًا. نجا البعض بفضل أمم الأخرى (كالأمم المتحدة). في الوقت الحاضر يوجد في 2016 لاجئ سوداني جنوبي 232000 في السودان.